# Mezőladány
Mezőladány község Szabolcs-Szatmár-Bereg vármegyében, a Kisvárdai járásban.

## Fekvése
A vármegye és egyben a Nyírség északkeleti részén fekszik, a Tisza bal partján.
A közvetlen szomszédos települések: észak felől Benk, kelet felől a folyó túlpartján fekvő Mátyus, délkelet felől a szintén túlparti Tiszakerecseny, dél felől Újkenéz, nyugat felől Tornyospálca (utóbbival szinte teljesen összenőtt), északnyugat felől pedig Mándok.
A térség fontosabb települései közül Mándok6, Tuzsér 12, Záhony 20, Vásárosnamény 22, Aranyosapáti 7,5, Benk 5,5, Eperjeske pedig 11 kilométer távolságra található.

### Megközelítése
Csak közúton érhető el, Mándok vagy Újkenéz érintésével a 4115-ös, Tornyospálcán keresztül pedig a 4111-es úton. Az ország távolabbi részei felől a 4-es főúton közelíthető meg a legegyszerűbben, kisvárdai letéréssel.

## Története
Mezőladány és környéke már ősidők óta lakott hely, ezt a régi Őrmező falu Cserepes-Kenéz határrészén talált bronzkori eszközök is alátámasztják.
A falu az 1900-as évek elején Őr-Ladány és Őrmező települések egyesüléséből keletkezett.

### Őr-Ladány
az 1900-as évek elején egy 86 házból álló  450, nagyrészt ev. református lakosú kisközség volt. A falut az oklevelek 1332-ben említették először a pápai tizedlajstromban. 
1480-ban a Bacskay család volt a település földesura. A 18-19. században több birtokos osztozott rajta: a gróf Forgách, gróf Vay, báró Horváth, a szatmári püspökség, Leövey, Jékey, Király, Pethő, Szuhay, Uzonyi és Eördögh családok. Református templomának építési ideje nem ismert. A faluhoz tartozott Endes puszta is.

### Őrmező
Az 1900-as évek elején  131 házból álló 597, nagyobbrészt római- és görögkatolikus lakosú kisközség volt. 1435-ben kelt leleszi orsz.llt. oklevelében már Őrmező néven említik nevét. 1483-ban földesurai a Petneházy, valamint a Forgách családok voltak. 
A község Cserepes-Kenéz által kitelepülés céljából vásárolt határrészén az 1896-ban végzett ásatásokon bronzkor-ból származó eszközöket találtak.

## Közélete

### Polgármesterei
- 1990–1994: Bakó Ferenc (független)[3]
- 1994–1998: Bakó Ferenc (független)[4]
- 1998–2002: Bakó Ferenc (független)[5]
- 2002–2006: Bakó Ferenc (független)[6]
- 2006–2010: Bakó Ferenc (Fidesz)[7]
- 2010–2014: Ifj. Bartha Attila (független)[8]
- 2014–2019: Bartha Attila (független)[9]
- 2019–2024: Bartha Attila (független)[10]
- 2024– : Bartha Attila (független)[1]

## Népesség
A település népességének változása:
| Lakosok száma | 1086 | 1101 | 1138 | 1031 | 943  | 921  | 899  |
|               | 2013 | 2014 | 2015 | 2021 | 2022 | 2023 | 2024 |

2001-ben a település lakosságának 82,5%-a magyar, 17,5%-a cigány nemzetiségűnek vallotta magát.
A 2011-es népszámlálás során a lakosok 90,6%-a magyarnak, 25,8% cigánynak, 0,4% ukránnak mondta magát (9,4% nem nyilatkozott; a kettős identitások miatt a végösszeg nagyobb lehet 100%-nál). A vallási megoszlás a következő volt: római katolikus 20,8%, református 37,2%, görögkatolikus 17%, evangélikus 0,2%, felekezeten kívüli 4% (13,4% nem válaszolt).
2022-ben a lakosság 90,3%-a vallotta magát magyarnak, 14,8% cigánynak, 1,1% ukránnak, 0,4% németnek, 0,1-0,1% szlováknak, szerbnek és lengyelnek, 1,1% egyéb, nem hazai nemzetiségűnek (9,7% nem nyilatkozott; a kettős identitások miatt a végösszeg nagyobb lehet 100%-nál). Vallásuk szerint 17,3% volt római katolikus, 40,2% református, 16,8% görög katolikus, 3,7% egyéb keresztény, 0,1% evangélikus, 0,1% ortodox, 4,6% felekezeten kívüli (17,3% nem válaszolt).

## Nevezetességei
- Evangélikus templom
- Zsidó temető

## Testvértelepülései
- Székelyszenterzsébet, Románia